# Hägglund & Söner
AB Hägglund & Söner is een merk van militaire producten, railvoertuigen en motorfietsen. Het bedrijf was gevestigd te Örnsköldsvik en Falun. Het bedrijf ontstond in 1899 in Örnsköldsvik als houtbewerkingsbedrijf, waar diverse producten gemaakt werden. Men produceerde meubels, maar ook houten trainingsvliegtuigen. Vanaf 1957 ging men zich richten op de productie van militaire voertuigen, nadat er eerst een regeringsopdracht voor de productie van tanktorens was binnengehaald. In eerste instantie produceerde men voor het Zweedse leger. Tegenwoordig worden Hägglunds voertuigen over de hele wereld verkocht. In 1997 werd AB Hägglund & Söner opgekocht door het Britse bedrijf Alvis Plc, waardoor het korte tijd Alvis Hägglunds AB heette. Sinds 2003 maakt Hägglunds deel uit van het Britse concern BAE Systems (British Aerospace) onder de naam BAE Systems Hägglunds. In dit concern zijn een groot aantal bedrijven ondergebracht, waaronder ook de Zweedse wapenfabrikant Bofors.

## Motorfietsen
Hägglunds begon in 1971 met de ontwikkeling van bijzondere, voor militaire doeleinden bestemde motorfietsen. De Hägglunds-terreinmachines hadden vaak een eigen 345 cc motor met automatische versnellingsbak en cardanaandrijving hoewel er ook 293 cc Sachs- en Bombardier-Rotax-tweetakten werden gebruikt. De motorfietsen hadden een aantal bijzondere kenmerken. De automatische versnellingsbak van het eerste model, de XM 72, was feitelijk een Hägglund-DAF variomatic, waarbij de riem in een gesloten tunnel naar het achterwiel liep. In het monocoque frame werd lucht aangezogen die door een luchtpomp onder druk in de aandrijftunnel werd gepompt. Door deze overdruk konden zand en water niet bij de riem komen. Bij het model XM 72 hadden beide wielen een enkelzijdige ophanging. De latere XM 74 had een conventionele telescoopvork aan de voorkant, een ruggengraat frame en cardanaandrijving. Vanaf 1974 was er ook een burgeruitvoering leverbaar, maar het werd geen commercieel succes. De Hägglunds motorfietsen werden van 1973 tot 1978 geproduceerd. Het Zweedse leger heeft een aantal exemplaren aangekocht, maar schakelde in 1976 over op Husqvarna motorfietsen.

## Bv-serie
De Bandvagn 206 (BV-206) is een militair rupsvoertuig van de firma Hägglunds dat door het Korps Mariniers wordt gebruikt als "All Terrain Carrier". Het korps beschikt sinds begin jaren 90 over 156 voertuigen van dit type. Ze zijn ingezet tijdens operaties in onder andere Cambodja, Bosnië, Haïti, Eritrea en Irak en blijken onder de verschillende klimaat- en terreinomstandigheden goed te voldoen. Het voertuig is ontworpen voor het vervoer van max.16 personen of goederen en de carrosserie bestaat voornamelijk uit polyester. De Bandvagn is een amfibievoertuig, dat met 3 km/u kan varen. Er bestaan verschillende uitvoeringen voor onder andere gewondentransport en goederenvervoer. De BV-206 FRT is een monteursvariant met een hydraulische lier en kasten voor gereedschap. Alle varianten bestaan uit twee delen die door middel van een flexibele koppeling met elkaar verbonden zijn. Sommige varianten hebben een ringaffuit waarop een mitrailleur gemonteerd kan worden.
De BV-206 heeft in de meeste uitvoeringen geen wapen en is niet gepantserd. Daardoor is de bemanning kwetsbaar. Het Korps Mariniers beschikt onder andere om die reden over voertuigen van het type BV-S10 Viking die ingezet worden onder omstandigheden waar bepantsering gewenst is.

## CV90-serie
Het Combat Vehicle 90 (CV90) of Stridsfordon 90 (Strf 90) is een Zweeds infanteriegevechtsvoertuig ontwikkeld door Hägglunds/Bofors en momenteel geproduceerd door BAE Systems Hägglunds. Een versie, de CV9035NL, is in dienst bij het Nederlandse leger.